# Викингур (футбольный клуб, Оулафсвик)
«Викингур» (исл. Ungmennafélagið Víkingur) — исландский футбольный клуб из Оулафсвика, полуостров Снайфедльснес, регион Вестюрланд. Основан 7 октября 1928 года. Домашние матчи проводит на стадионе «Оулафсвикюрвётлур», вмещающем 1300 зрителей.

## История клуба
Клуб «Викингур» из исландского поселения Оулафсвик, расположенного на полуострове Снайфедльснес, был основан в октябре 1928 года. Большую часть своей истории команда провела в низших дивизионах исландского футбола.
В 1974 году «Викингур» стал победителем Второго дивизиона. Таким образом, команду ожидал дебют в Первом дивизионе, впервые в истории клуба.
Дебютный сезон в Первом дивизионе вышел неудачным для клуба. Набрав всего пять очков (две победы и одна ничья), команда заняла последнее место и покинула турнир по итогам сезона.
Начиная с сезона 1976 и до конца 1980-х годов команда принимала участие в турнире Второго дивизиона. В конце 1980-х команда надолго покинула лигу. Все 1990-е годы клуб неизменно выступал в турнире Третьего дивизиона, четвёртой по значимости лиге чемпионата Исландии.
В 2002 году в жизни клуба произошло событие, значительно повлиявшее на дальнейшую судьбу команды. На базе клуба произошло объединение всех футбольных команд полуострова Снайфедльснес. Название клуба осталось прежним – «Викингур». Чтобы название клуба не вступало в противоречие с именем другой футбольной команды чемпионата, клубом «Викингур» из столицы страны Рейкьявика, к названию была добавлена приставка Оулафсвик, указывающая на географическое местоположение команды.
После объединения команд региона результаты клуба быстро пошли в лучшую сторону.
В 2003 году, на следующий год выступления объединённой команды, «Викингур» выиграл турнир Третьего дивизиона и вернулся в лигу после многолетнего отсутствия.
Мало кто ждал подвигов от команды в новом дивизионе, однако уже в своём первом выступлении в лиге, в сезоне 2004 года клуб неожиданно занял второе место, на один балл опередив в итоге ставшего третьим «Лейкнир» из Рейкьявика, и сходу квалифицировался в Первый дивизион, в котором не принимал участия с 1975 года, единственного сезона команды в турнире.
Сезон 2005 в Первом дивизионе «Викингур» провёл довольно неплохо для новичка лиги, расположившись в середине турнирной таблицы. Команда быстро закрепила за собой статус крепкого середняка турнира. Удручала лишь слабая реализация – всего 15 голов команды в 18 матчах сезона.
В сезоне 2006 команда выступила несколько слабее, по сравнению с предыдущим. Команда откатилась на два места в турнирной таблице и только в последнем туре спаслась от вылета.
С сезона 2007 по сезон 2009 команда неизменно принимала участие турнире, заканчивая сезон в нижней части таблицы.
Существенного прогресса в жизни клуба так и не произошло, а стагнация команды, длившаяся в общей сложности четыре года, в итоге привела клуб к вылету из турнира в сезоне 2009 года. Команда заняла последнее место, став худшей по всем статистическим показателям в лиге.
Участие во Втором дивизионе надолго не затянулось. Уже в своём первом после возвращения сезоне «Викингур» стал чемпионом лиги. Причём преимущество команды не вызывало сомнений по ходу всего сезона, а итоговые четыре ничейных исхода без единого поражения за всю дистанцию стали лучшим подтверждением гегемонии клуба в турнире. Преимущество над второй командой чемпионата «Болунгарвик» составило 11 очков.
Сразу два игрока клуба, полузащитник Торстейн Рагнарссон и латвийский форвард Александр Чекулаев стали главными голеадорами команды в сезоне и вошли в список лучших бомбардиров турнира.
Учитывая впечатляющий сезон команды во Втором дивизионе, новый сезон в дивизионе первом сулил большие надежды. Хотя команда не смогла навязать борьбу лидерам турнира клубам «ИА» и «Сельфосс», тем не менее, сезон для команды можно признать удачным: «Викингур» занял четвёртое место, всего на два балла отстав от «Хаукара», расположившегося строчкой выше.
Не получив продвижение в высшую лигу сразу, уже в следующем сезоне 2012 года «Викингур» оформил долгожданное повышение в классе. Команда заняла вторую строчку, уступив лишь безоговорочному лидеру дивизиона клубу «Тор» из Акюрейри, единственной команде турнира, в том сезоне принимавшей участие в еврокубках.
Впервые в своей истории команда поднялась в высшую лигу чемпионата Исландии по футболу. Нападающий клуба Гудмундур Хафстейнссон с десятью забитыми мячами стал лучшим бомбардиром турнира.
Значительный прогресс в результатах способствовали развитию клубной инфраструктуры. В частности, на домашнем стадионе команды была возведена трибуна, чтобы соответствовать всем требованиям Федерации футбола Исландии. В 2012 году, после исторического выхода команды в высшую лигу, стадион клуба претерпел существенные изменения: была построена дополнительная трибуна, рассчитанная на 500 мест, вокруг футбольного поля созданы рекламные щиты, а на противоположной стороне арены впервые установлена трибуна для прессы, из которой можно было вести трансляцию домашних матчей команды.
Первый в истории клуба сезон в высшей лиге ожидаемо вышел неудачным для команды: заняв предпоследнее одиннадцатое место в турнире, «Викингур» покинул лигу и вернулся в Первый дивизион. Команда набрала 17 очков по итогам сезона, лишь трижды одержав победу в чемпионате. Другой неудачник турнира, «ИА» из Акранеса, также с тремя победами в активе вылетел из высшей лиги.
Сезон 2014 года «Викингур» снова начинал в Первом дивизионе. Вернуться в элиту в своём первом же сезоне в низшей лиге у команды не получилось: семиочковый отрыв от заветной второй строчки, занятой все тем же «ИА», с которым команда вылетала из элиты годом ранее, оказался недосягаемой преградой.
Нападающий Эйтор Хельги Биргиссон с 11 забитыми мячами стал лучшим бомбардиром команды в сезоне.
Со второй попытки, в сезоне 2015 года, команда выиграла долгожданный титул чемпиона турнира. Превосходство клуба над остальными командами лиги было подавляющим: по всем статистическим показателям «Викингур» опережал соперников по дивизиону. Семнадцать побед из 22 матчей сезона, 53 забитых мяча и всего 14 пропущенных за весь сезон стали подтверждением тотального превосходства команды в лиге. Отрыв от второй команды турнира клуба «Троттюр» из Рейкьявика составил десять баллов.
Сразу три игрока команды вошли в список лучших бомбардиров турнира: хорватский форвард Хрвойе Токич, вингер Альфред Мар Хьялталин и бразильский хавбек Вильям да Сильва. На счету игроков 32 забитых мяча команды в сезоне.
Возвращение команды в высшую лигу в сезоне 2016 года сложилось более удачно, чем первое. Команда сохранила прописку в турнире, заняв спасительное десятое место. Отрыв от столичного «Фюлкира», покинувшего дивизион по итогам чемпионата, составил два очка.
Хорватский нападающий Хрвойе Токич, за плечами которого имелось выступление в юниорской сборной Хорватии, вновь стал лучшим бомбардиром команды, забив девять мячей за сезон и став четвёртым в списке бомбардиров чемпионата.
В кубке Исландии «Викингур» не может похвастаться значительными успехами. Лучшее выступление клуба в турнире приходится на сезон 2010 года, когда команда достигла полуфинала, где со счётом 1:3 уступила будущему обладателю трофея клубу «ФХ». Примечателен факт, что на тот момент «Викингур» выступал в турнире Второго дивизиона (третья по силе футбольная лига Исландии), что можно считать грандиозным успехом для команды из столь низкого дивизиона.
Помимо футбола «Викингур» представлен и в мини-футболе. Мини-футбольный клуб имеет более славную историю, в отличие от футбольного. «Викингур» является одной из сильнейших команд в местном первенстве по мини-футболу, регулярно входя в призовую тройку чемпионата и представляя Исландию в еврокубковых турнирах. В 2013 году команда впервые стала чемпионом. В сезоне 2013/14 команда дебютировала в Кубке УЕФА – самом престижном турнире среди мини-футбольных команд Европы. В 2015 году команда снова выиграла чемпионат и второй раз приняла участие в кубке УЕФА. Оба раза команда заканчивала выступление на групповом этапе.
Игроки клуба регулярно вызываются в национальную сборную по мини-футболу.

## Достижения клуба
- Первый дивизион
  -  Чемпион (1): 2015
  -  Второе место (1): 2012
- Второй дивизион
  -  Чемпион (2): 1974, 2010
  -  Второе место (1): 2004

## Статистика выступлений с 2004 года
| Сезон | Ранг | Турнир          | Место | И  | В  | Н | П  | ГЗ | ГП | РГ  | Очки | Кубок      | Исход |
| ----- | ---- | --------------- | ----- | -- | -- | - | -- | -- | -- | --- | ---- | ---------- | ----- |
| 2004  | 3    | Второй дивизион | 2     | 18 | 12 | 3 | 3  | 32 | 12 | +20 | 39   | 2-й раунд  |       |
| 2005  | 2    | Первый дивизион | 5     | 18 | 6  | 4 | 8  | 15 | 30 | -15 | 22   | 3-й раунд  |       |
| 2006  | 2    | Первый дивизион | 7     | 18 | 4  | 7 | 7  | 16 | 22 | -6  | 19   | 3-й раунд  |       |
| 2007  | 2    | Первый дивизион | 10    | 22 | 5  | 5 | 12 | 22 | 33 | -11 | 20   | 3-й раунд  |       |
| 2008  | 2    | Первый дивизион | 10    | 22 | 5  | 9 | 8  | 19 | 29 | -10 | 24   | 2-й раунд  |       |
| 2009  | 2    | Первый дивизион | 12    | 22 | 3  | 4 | 15 | 24 | 54 | -30 | 13   | 3-й раунд  |       |
| 2010  | 3    | Второй дивизион | 1     | 22 | 18 | 4 | 0  | 56 | 19 | +37 | 58   | 1/2 финала |       |
| 2011  | 2    | Первый дивизион | 4     | 22 | 10 | 4 | 8  | 35 | 26 | +9  | 34   | 3-й раунд  |       |
| 2012  | 2    | Первый дивизион | 2     | 22 | 13 | 3 | 6  | 36 | 21 | +15 | 42   | 3-й раунд  |       |
| 2013  | 1    | Премьер лига    | 11    | 22 | 3  | 8 | 11 | 21 | 35 | -14 | 17   | 1/8 финала |       |
| 2014  | 2    | Первый дивизион | 4     | 22 | 11 | 3 | 8  | 38 | 32 | +6  | 36   | 2-й раунд  |       |
| 2015  | 2    | Первый дивизион | 1     | 22 | 17 | 3 | 2  | 53 | 14 | +39 | 54   | 1/8 финала |       |
| 2016  | 1    | Премьер лига    | 10    | 22 | 5  | 6 | 11 | 23 | 38 | -15 | 21   | 3-й раунд  |       |

## Известные игроки
- Асгейр Элиассон
- Арнар Петурссон
- Гудмундур Хафстейнссон
- Торстейнн Рагнарссон
- Каспар Икстенс
- Александр Чекулаев
- Фарид Зато-Аруна
- Кевин Фотерингем
- Кларк Кэлти
- Кико Инса
- Денис Крамар
- Хрвойе Токич